# ブランズウィック (戦列艦)
| アシール、ヴァンジュール・ドゥ・プープルと戦闘するブランズウィック | |
| 艦歴                                                               | |
| 発注:                                                              | 1785年1月7日 |
| 建造:                                                              | デットフォード工廠 |
| 起工:                                                              | 1786年5月 |
| 進水:                                                              | 1790年4月30日 |
| その後:                                                            | 1826年解体 |
| 性能諸元                                                           | |
| クラス:                                                            | 74門3等戦列艦 |
| 全長:                                                              | 砲列甲板：176ft 2.5in (53.7m)                                                                                                |
| 全幅:                                                              | 48ft 9in (14.9m) |
| 喫水:                                                              | 19ft 6in (5.9m) |
| 機関:                                                              | 帆走（3本マストシップ） |
| 兵装:                                                              | 74門： 上砲列：18ポンド（8kg）砲28門 下砲列：32ポンド（15kg）砲28門 後甲板：9ポンド（4kg）砲14門 艦首楼：9ポンド（4kg）砲4門 |

ブランズウィック(HMS Brunswick)はイギリス海軍の74門3等戦列艦。1790年4月30日にデットフォードで進水した。
1792年10月29日、3人のバウンティ号の反乱者がブランズウィックのヤーダムで絞首刑に処せられた。
ブランズウィックは1794年の「栄光の6月1日」にも参加した。この戦いでジョン・ハーヴェイ艦長は死亡したが、ブランズウィックはフランスのヴァンジュール・ドゥ・プープルを撃沈した。
ブランズウィックは1812年から港湾任務に就き、最終的に1826年に解体された。

## 参加海戦
- 1794年 - 栄光の6月1日（艦長ジョン・ハーヴェイ†、死者45名、負傷者114名）